# Santo Stefano del Sole
Santo Stefano del Sole es uno de los 119 municipios o comunas ("comune" en italiano) de la provincia de Avellino, en la región de Campania. Con cerca de 1.936 habitantes, se extiende por una área de 10 km², teniendo una densidad de población de 194 hab/km². Linda con los municipios de Atripalda, Cesinali, San Michele di Serino, Santa Lucia di Serino, Serino, Sorbo Serpico, Volturara Irpina.

## Demografía
| Gráfica de evolución demográfica de Santo Stefano del Sole entre 1861 y 2001 |
|                                                                              |
| Fuente ISTAT - elaboración gráfica de Wikipedia                              |

- Datos: Q55107
- Multimedia: Santo Stefano del Sole / Q55107

1. ↑  Worldpostalcodes.org, código postal n.º 83050.
2. ↑  «Codici Catastali». Comuni-italiani.it (en italiano). Consultado el 29 de abril de 2017.